# مونیک کنول
مونیک کنول (هلندی: Monique Knol؛ زادهٔ ۳۱ مارس ۱۹۶۴) دوچرخه‌سوار اهل هلند است.
وی در مسابقات کشوری و بین‌المللی در مجموع برندهٔ ۱ مدال طلا، ۱ مدال برنز شده‌است.